# Damaromyia nitens
Damaromyia nitens är en tvåvingeart som först beskrevs av Hardy 1922.  Damaromyia nitens ingår i släktet Damaromyia och familjen vapenflugor. Inga underarter finns listade i Catalogue of Life.